# Viljuj
Viljuj (ruski: Вилюй) - rijeka u srednjesibirskoj visoravni, najduža je pritoka rijeke Lene. 
Duga je oko 2650 km i uglavnom se nalazi unutar Jakutske Republike. Sliv rijeke prostire se na oko 491.000 km ².
Viljuj izvire u Evenčkom autonomnom okrugu i teče na istok u Jakutsku. Tu se okreće prema jugu i jugozapadu, a zatim natrag prema istoku i konačno utječe u Lenu oko 350 km nizvodno od Jakutska, u blizini Sangara. Na zapadu je bazen Donje Tunguske. Područje sliva rijeke Viljuj rijetko je naseljeno. Neka od tih malobrojnih naselja duž rijeke su: Viljujsk, Verhneviljujsk, Suntar i Njurba.
Viljuj se prvi put spominje u 17. stoljeću, u vezi s ruskim osvajanjem Sibira. Godine 1634., ruski Kozaci, na čelu s Voinom Šahovim, osnovali su zimsko naselje na ušću Viljuja i rijeke Tjuken. Ovo naselje je služilo kao administrativno središte područja nekoliko desetljeća. Kasnije je središte postao Oljensk (sada Viljujsk) nastao 1773.
Godine 1950., otkrivena su nalazišta dijamanata na tom području, oko 700 km od ušća rijeka. To je dovelo do izgradnje rudnika dijamanata "Mir", zajedno s pristupnim cestama i zračnom lukom, a kompleks brana na rijeci Viljuj, daje potrebnu energiju potrebnu za eksploataciju dijamanata.